# Квайдерсбах
Квайдерсбах (нім. Queidersbach) — громада в Німеччині, розташована в землі Рейнланд-Пфальц. Входить до складу району Кайзерслаутерн. Складова частина об'єднання громад Кайзерслаутерн-Зюд.
Площа — 14,78 км2. Населення становить 2825 ос. (станом на 31 грудня 2020).